# Saint-Lumine-de-Clisson
Saint-Lumine-de-Clisson – miejscowość i gmina we Francji, w regionie Kraj Loary, w departamencie Loara Atlantycka.
Według danych na rok 2010 gminę zamieszkiwało 1959 osób, a gęstość zaludnienia wynosiła 107 osób/km².